# أموات بغداد
أموات بغداد رواية للروائي والكاتب الصحافي العراقي جمال حسين علي وقد نشرت طبعتها الأولى في عام 2008 عن دار الفارابي في لبنان، بينما نشرت الطبعة الثانية في عام 2015 عن دار الكتبي في مصر.

## ملخص الرواية
تروي أموات بغداد سيرة رجل خارق شملت بحوثه تعديلاً جينياً لخصائص الفرد والجماعات العرقية، وتنبؤاً بمستقبلهما البيولوجي والاجتماعي. اكتسب الرجل (حجب الروائي اسمه) معرفته هذه من صداقة الموتى في المشرحة خلال دراسته الطب في موسكو، إضافة إلى دراسة الفيزياء والرياضيات، واستكملها بعد هربه من روسيا ودخوله العراق مع دخول قوات الاحتلال إلى بغداد في نيسان 2003. تمسك الرواية (المؤلفة من ثمانية كتب) بموضوعاتها الرئيسة عندما يطوي الرجل الكتب الخمسة الأولى، ويخصص الكتب الثلاثة الأخيرة لفكرته عن الإنسان المنشود وراء عملية البحث العلمية المضنية والعجيبة عبر أطروحات ومخططات سردية فنتازية مستقبلية. تتطرق الرواية لحوادث السيرة العلمية والحياتية للرجل، عبر أسلوب سردي يجمع بين شعرية العالِم وتشريحية الأديب الخيالي، منذ أن خرج من العراق للدراسة في موسكو، ووفاة حبيبته الروسية، وعلاقته بامرأة أخرى تعمل في جهاز الاستخبارات تساعده على الهرب إلى العراق عبر سوريا خلال الأيام الأولى للاحتلال، واقتفاء أثر عائلته في البصرة وبغداد، والتحاقه بفريق دولي جاء إلى العراق لتحديد مواقع المقابر الجماعية، وإقامته في مشرحة الطب العدلي في بغداد. أقنع الرجل مدير المشرحة باستخدامه وإيوائه واستغل صلته السابقة بوزير الصحة فشارك المدير إدارة شؤون الجثث بعد الاعتراف بهويته الطبية. بدأت وظيفة الرجل الخارق باستقبال رسائل الموتى المشفرة، بانتظار «المحاضرة الختامية التي سيعلن فيها عن صياغة الجسد الإنساني الكامل من فرضيات تشريحية وتنصيصات ميثولوجية وخرائط جيومية خيالية» لأجل هدفه أخلاقي عام ينحصر في «إدراك الخطأ والصواب والقدرة على التحكم».

## أصداء الرواية
قدمت رواية أموات بغداد رؤية ملحمية لواقع ما بعد الغزو الأمريكي للعراق ويُنظر لها على أنها، السباقة عراقيا، لاقتباس فكرة «خلق» نموذج إنساني من اشلاء الضحايا. وقد استثمر فيها الروائي كل معطيات العلوم الحديثة كالطب والتشريح والجينوم ليحيط بفاجعة الاحتلال في نص روائي عراقي اعتبر أحد أهم الروايات التي تناولت هذه المرحلة من تاريخ العراق.
افتُتحت فصول الرواية بالعديد من التنصيصات وشُكّل منها غطاء شعري للغة الموتى يظهر، معرفة بطل الرواية بأنطولوجيا الموتى. حيث اختار جمال حسين علي بناء يأخذ من نصوص الأولين والآخرين ما يدعم موضوعه عن «حقيقة الإنسان» في أرقى أشكالها وأعمق دلالاتها وأبعد احتمالاتها. إذ يتطلب العمل المضني للاعتبار بشعرية الموت، وإجراء بحوث «التعديل جيني» لخصائص الفرد والجماعات العرقية، وتنبؤاً بمستقبلهما البيولوجي والاجتماعي، المرور بفلسفات جلجامش والمعري ودانتي وعشرات المنصصين المعاصرين.
جمع الكاتب في هذه الرواية، وبسبب خلفيته الأكاديمية العلمية، بين العلوم والأدب عبر حبكة روائية مزجت بين الواقع والخيال والمعرفة العلمية والأدبية.

### أعمال أخرى للكاتب

#### المؤلفات
- CV CUPIDO ـ كتاب الحب (نصوص ـ دار نوفا بلس ـ الكويت 2016).
- بريد العظماء (نصوص عالمية ـ دار الآن ـ الأردن 2015)
- إنكسار عبّاد الشمس آلام مراسل حربي: مفكرة أفغانستان، الشيشان، كردستان، العراق (وثائقي ـ دار الغاوون ـ لبنان 2013)
- عراق مجانا (نصوص ـ دار الغاوون ـ لبنان 2012)
- قمحة النار-نساء في ليالي الحروب (أدب وثائقي ـ دار رياض الريس - لبنان 2009)
- التويجات (قصص قصيرة ـ المؤسسة الجامعية للدراسات والنشر ـ لبنان 1988)
- الضريح الحيّ (قصص قصيرة ـ وزارة الثقافة والإعلام ـ العراق 1988)
- ظل متبخّر (قصص قصيرة ـ وزارة الثقافة والإعلام ـ العراق 1987)
- التوأم (رواية ـ وزارة الثقافة والإعلام ـ العراق 1985)
- الفنارات (رواية ـ وزارة الثقافة والإعلام ـ العراق 1985)
- صيف في الجنوب (رواية ـ وزارة الثقافة والإعلام ـ العراق 1983)
- حقيقة أسلحة الدمار الشامل الإيرانية (سياسة - دار الكندي – الأردن 2006)

#### الكتب المترجمة
- الكرملين وأزمة الكويت - الكسندر بيلونوغوف (دار القبس - الكويت 2011)
- الصحوة الإسلامية في روسيا المعاصرة - ألكسي ملاشينكو (دار القبس - الكويت 1999)
- القادة السبعة - ديمتري فولكاغونوف (دار البيان -الإمارات 1996)

### اقتباسات من الرواية
- وكما لو شطر نفسه إلى قسمين، الأول مكرس للارتقاء بالأحياء والثاني لقطع تذاكر الموتى وجد أن كل الحيل التي قومها علميا وتطبيقيا، لن تجلب له غير نصف تذكرة ونصف نسيم ونصف خيط لغايات الآمال التي عقدها لمواجهة الجموح القاسي للموت الذي تبنى مسكنه في هذه البقعة من الزمان والمكان.
- وإذا كانت المخلوقات كلها تموت مرة واحدة، لم كتب عليه الموت مرات ومرات؟ وتبعا للإحلام التي يصيرها حقائق فإن اليوم الذي سيلامس فيه كفها قد يأزف ليغمس كل أحزانه وثمالة آلامه باحتضانها ولو بلا ذراعين ليأمرا العناق وأفواج الفراشات المتكاثفة في غموض بين مصيريهما بأن صوغ فقاعات الرغبة ليس وهما على الدوام.
- لأنه سيبدل اللحظة الآتية لكي يجدد الجميع سيماءهم ويلحموا تمزقهم مبقين سمت تلاحمهم، إنه الإشادة النهائية للأفق واستواء العقبات والثغرات، رف لسلّم الباسلين وحبال آبار الصابرين واستقصاء الفيوضات وطريق آمال الإنسانوية وسرها العميق.

### وصلات خارجية
- موقع رواية أموات بغداد لجمال حسين علي - جودريدز Goodreads